# 朱子学大系
『朱子学大系』（しゅしがくたいけい）は、明徳出版社で刊行された朱子学に関する古典文献を翻訳（書き下し）して収録した叢書（月報付き）で、正確な表記は「朱子學大系」。全15巻予定で14巻が出版した。
本大系は1974年に完結した『陽明學大系』（全11巻・別巻1）の後を承け、陽明学の前提であり、また日本・朝鮮にも影響を与えた朱子学の全貌を、一般向けにも提供すべく編纂され、編・注解訳（書き下し）には荒木見悟・岡田武彦・山下龍二など、当時の古典中国哲学研究の第一人者が参加した。ただ『陽明学大系』が全巻を通じ充実した内容を保持したのに対し、朱子学は対象範囲が大きく、必ずしも本大系により、網羅した解説注解ができたわけではない。また訳・注解も各巻内容に精粗の差がある。

## 各巻の構成と細目
| 通号 | タイトル                         | 出版       | 備考 |
| ---- | -------------------------------- | ---------- | ---- |
| 1    | 朱子学入門                       | 1974年7月  |      |
| 2    | 朱子の先駆（上）                 | 1978年4月  |      |
| 3    | 朱子の先駆（下）                 | 1976年11月 |      |
| 4    | 朱子文集（上）                   | 1982年11月 |      |
| 5    | 朱子文集（下）                   | 1983年6月  |      |
| 6    | 朱子語類                         | 1981年10月 |      |
| 7    | 四書集注（上）                   | 1974年4月  |      |
| 8    | 四書集注（下）                   | 1974年9月  |      |
| 9    | 近思録                           | 1974年12月 |      |
| 10   | 朱子の後継（上）                 | 1976年     |      |
| 11   | 朱子の後継（下）                 | 1978年12月 |      |
| 12   | 朝鮮の朱子学・日本の朱子学（上） | 1977年3月  |      |
| 13   | 日本の朱子学（下）               | 1975年3月  |      |
| 14   | 幕末維新 朱子学者書簡集          | 1975年12月 |      |
| 15   | 朱子学研究志                     |            | 未刊 |

### 入門
第1巻は『朱子学』入門として、朱子学全般を論じた論文集である。諸橋轍次の「はしがき」、麓保孝の「宋学に就いて」、安岡正篤の「朱子小伝」が冒頭に置かれており、以下、朱子学の先駆者、宋明清（近世中国）の朱子学者、及び日本の朱子学（日本の儒教）の系統的分析が描かれる「朱子学の系譜」のほか、「朱子の思想学問」として伝統中国の中での朱子学の位置と、朱熹思想の各論が描かれる。具体的には、四書学、経書史に於ける朱子学の位置、そして朱熹の宇宙論・道徳論・学問論・政治論・経済論・歴史論・教育論・文芸論、また朱熹と仏教・道教・先秦諸子との関係、朱子学と一定の距離があった陸学・事功派との関係が説明され、最後に欧米の朱子学研究の現状（出版当時）が説明される。
本巻に収められた各論文は、朱子学研究者に限られることなく、広く経学史・東洋史といった異なる分野を専門とする研究者によって執筆されたものである。また研究者の国籍も、ひとり日本に止まることなく、中国の研究者からの執筆をも加えている。
なお、これ以下の巻は、全て古典文献の翻訳である。翻訳の形式は書き下し文で、翻訳の範囲は特例を除き抄訳である。また原文が巻末に添付されている。

### 先駆
第2巻と第3巻は「朱子の先駆」と題されているように、朱熹の先駆者を取り上げている。その大部分は朱熹に先行する学者の中、朱子学成立史上に位置づけられる学者を選んでいる。また附録的扱いであるが、張栻などのように、朱熹の学友と敵対者の著作も若干収められている。なお「朱子の先駆」として位置付けられる学者は、いずれも伝統的朱子学観に依拠したものであり、本大系編纂後に活溌になった朱子学形成史に関する分析は、当然ながら考慮されていない。
以下、各巻に収録された学者名を挙げるが、便宜上「附録」に入れられる学者も同列に扱った。また本大系では、学者は「号」が用いられている。例えば孫復ならば孫泰山という具合である。しかし以下には本名で記した。
第2巻：范仲淹・胡瑗・孫復・石介・司馬光・欧陽脩・周敦頤・張載・邵雍・程顥・程頤
第3巻：楊時・尹焞（いんとん）・游酢・謝良佐・羅従彦・李侗・朱松・胡寅・胡宏・張栻・呂祖謙・陳亮・葉適
第2巻の中、范仲淹から欧陽脩までは広い意味の朱子学的傾向をもつ学者であり、周敦頤から程頤までが「道統」と喚ばれる朱子学形成上に大きい力を持った学者である。収録著作は、范仲淹から欧陽脩までは、各人の「文集」などから著明な論集を抜粋したものとなっている。周敦頤は『太極図』『太極図説』『通書』の全文（書き下し）を収めている。張載は『正蒙』『経学理窟』『語録』の抄録である。邵雍は『皇玉経世書』の中、いわゆる「観物内篇」の重要部分のほとんどと、その他の著明な雑文を収めている。程顥と程頤は『河南程氏遺書』および同『外書』から、『近思録』収録文に重複しないものが収められている。なお『河南程氏遺書』および『外書』は「語録」であり、いわゆる書き下しができないため、現代語訳になっている。
第3巻の中、楊時から謝良佐までの4人が、程門の四先生と喚ばれる人々である。以下、朱熹の父親の朱松、その朱松と同門で朱熹の師でもある李侗、そして朱松と李侗の先生である羅従彦が選ばれている。なお羅従彦は楊時の弟子である。胡寅と胡宏は各々胡安国の子供で、楊時から派出した胡氏湖南学と呼ばれる一派である。特に胡宏は、朱熹の盟友張栻の師にあたる。張栻と呂祖謙は朱熹の盟友であり、三人を東南の三賢とも呼ぶ。陳亮と葉適は、朱熹から事功派と呼ばれた人々で、朱子学の敵対者である。この中、陳亮の学問は永康学派と呼ばれ、呂祖謙と関係がある。一方の葉適は、永嘉学派と呼ばれる薛季宣・陳傅良などの重鎮を輩出した巨大な学派の一員である。
第3巻の収録文章は、収録学者が多いため、各人の著明な文章を数篇収めただけのものである。特徴的なものを挙げると、謝良佐は『上蔡語録』（謝良佐の唯一の資料）から重要部分が、李侗は『延平答問』（朱熹の編纂になる李侗の唯一の資料）から著明な部分が収録されている。

### 朱熹
第4巻から第9巻までが本大系の中心部分で、朱熹の著作を収めた部分にあたる。朱熹の著作は、朱子学研究において全て重要であるとされているが、特に重要なものが『四書集注』、『朱子文集』、『朱子語類』である。
第4巻と第5巻は『朱子文集』を抄録している。『朱子文集』は、朱熹の詩・書簡・雑論・祭文・墓誌銘などを纏めたもので、朱熹の死後に弟子達が編纂したものである。浩瀚な冊子であるため、本大系2冊分では全体のごく僅かの分量が収められたに過ぎないが、全体的に重要な文章が収録されている。
第6巻は『朱子語類』を抄録している。『朱子語類』は、朱熹に師事していた弟子達が、学問や政治批判を含む日頃の朱熹の発言を書き止めた「語録」と呼ばれる発言集を、互いに見せ合って纏めたもので、朱熹の肉声に近いものが多く、資料として珍重される。『朱子文集』を上回る分量があるため、本巻に収録された部分は極めて少ない。なお『朱子語類』は、伝統的な漢文ではなく当時の口語でそのまま書かれているため、本巻のみ書き下しではなく現代語で翻訳されている。
第7巻と第8巻は、朱熹の主著『四書集注』の全文を収めている。『四書集注』は『四書』の注釈書であり、通常は『四書或問』（特に『大学或問』と『中庸或問』）と並列して用いられるもので、朱熹の学問体系を最も緻密に著したものである。第7巻に『論語集注』と『大学章句』、および『孝経刊誤』が収録され、第8巻に『中庸章句』と『孟子集注』が収録されている。本大系では『四書集注』の原文に返り点を付け、その横に現代語訳を付し、さらに頁上欄に『四書或問』や古注（朱熹以前の注釈）で『四書集注』の理解の助けとなるものを配置している。これは本大系収録の『四書集注』を、大学・高校における漢文教育の参考書として利用可能なように配慮したためであるという。なお『四書集注』と併読する必要のある『四書或問』は、上記の通り、欄外に部分的に注記されるのみであり、独立しては本大系に収められていない。
第9巻は『近思録』の全文を収めている。『近思録』とは、朱熹と呂祖謙が周敦頤・張載・程顥・程頤の発言・文章を抜粋編成して、後学の便宜をはかったものである。朱熹の先駆者で、朱子学と直接関係のある発言を知るのに便利な編纂物であるとされている。

### その他
第10巻・第11巻は、朱熹の弟子および後世の朱子学者の文章を収めている。第10巻は真徳秀などの朱熹の弟子及び私淑の弟子を収め、第11巻は明朝・清朝の朱子学者の文献を収めている。
第12巻から第14巻までは、日本・朝鮮の朱子学者、および日本の幕末の朱子学者の著作を収めている。収録範囲が広いため、収録人物の選定は十分と言えないが、その収録人物ですら3冊の紙数に収まるものでなく、一部を除き、極めて著明な人物の、極めて著明な文章の数篇のみを収めただけのものとなっている。
第12巻は日本と朝鮮の朱子学者を収めている。日本の朱子学者で取り上げているのは、崎門派と南学派で、具体的には山崎闇斎（山崎嘉）・浅見絅斎（浅見安正）・佐藤直方・三宅尚斎（三宅重固）・谷秦山（谷重遠）である。浅見・佐藤・三宅はいわゆる崎門三傑であり、崎門派の代表である。谷秦山は、土佐の南学派の重鎮である。収録文章は各々の代表作を収めているが、分量は少ない。朝鮮の朱子学者は、最も著明な李退渓（李滉）と李栗谷（李珥）、それと徐花潭（徐敬徳）を収めている。朝鮮を代表する朱子学者であり、また著書の分量も多いが、本巻に収録された文章はごく僅かに止まっている。
第13巻は日本の朱子学者の中、崎門派以外のものが収められている。順に、藤原惺窩・林羅山・木下順庵・雨森芳洲・安東省菴・室鳩巣・尾藤二洲・西山拙斎・藤田東湖・会沢正志斎・元田東野（元田永孚）である。藤原惺窩・林羅山・木下順庵・雨森芳洲・室鳩巣は著明である。安東省菴は、柳川（福岡）の人で、朱舜水と関係があり、伊藤東涯が「関西の巨儒」と称した人物である。尾藤二洲は、伊予（愛媛）の人で、寛政の三博士（柴野栗山・尾藤二洲・古賀精里）の一人である。西山拙斎は、岡山の人で、柴野栗山を助けて寛政異学の禁を助けた人物として知られている。藤田東湖は、藤田幽谷の子で、水戸学の中心人物の一人である。会沢正志斎は、茨城の人で、藤田幽谷の弟子にあたる。元田東野は、幕末から明治にかけて活躍した熊本の儒学者で、明治天皇の侍講となり、また枢密顧問官などを歴任したほか、『教育勅語』の草案を作ったことでも有名である。
第14巻は、『陽明学大系』の『幕末維新陽明学者書簡集』の朱子学版である。佐藤一斎の門下を中心とした書簡を収めている。
第15巻は、全巻を通した索引と朱子学研究の状況を収める予定であったが、担当編集者の死去などに伴い、未刊だった。